# فرای (یونان)
فرای (به یونانی: Φεραί) یکی از شهرهای یونان باستان در جنوب شرقی تسالی بود.
از حاکمان معروف فرای می توان به آدمتوس اشاره کرد.